# Хърбърт Бътърфийлд
Сър Хърбърт Бътърфийлд (на английски: Herbert Butterfield, р. 7 октомври 1900 – п. 20 юли 1979) е британски историк и философ на историята, запомнен най-вече с тънката си книжка, озаглавена „Интерпретация на историята от гледна точка на вигите“ (1931).

## Биография
Роден е в Оксънхоуп в Йоркшър и получава образованието си в Търговското и граматическо училище в Кийтли и магистърска степен от Кеймбриджкия университет през 1922 г. Аспирант е в Института за съвременни изследвания на Принстънския университет (1924 – 1925) и в Кеймбридж от 1928 до 1979 г. Професор е по модерна история от 1963 до 1968 г. Редактор е на Кеймбриджкото историческо списание от 1938 до 1952 г. Получава рицарско звание през 1968 г. Жени се за Едит Джойс Кроушоу през 1929 г. и има 3 деца.